# نازک‌مرغ گاسلینگ
نازک‌مرغ گاسلینگ (نام علمی: Apalis goslingi) نام یک گونه از سرده نازک‌مرغ است.